# Rosas (città antica)
Rosas o Rhode (in greco antico: Ῥόδη?, Rhòdē) era un'antica città greca situata tra il Cabo Norfeo a Nord e la Punta Salinas a Sud, in Catalogna. La città era di probabile fondazione massaliota, quindi focese, mentre alcuni studiosi ritengono che, dato il nome, la fondazione si possa attribuire ai Rodii.
All'inizio del IV secolo a.C. la città coniava moneta propria e in seguito sulle sue dracme comparirà l'immagine di una rosa, forse per onorare il nome.